# Giulio Rossi (bispo de Pescia)
Bispo Giulio Rossi (4 de julho de 1754 - 2 de fevereiro de 1833) foi um prelado católico romano que serviu como bispo de Pescia (1804–1833).

## Biografia
Giulio Rossi nasceu a 4 de julho de 1754 em Pistoia, Itália, e foi ordenado sacerdote no dia 20 de setembro de 1777. A 29 de outubro de 1804, foi nomeado bispo de Pescia durante o papado de Pio VII. No dia 4 de novembro de 1804, foi consagrado bispo por Giulio Maria della Somaglia, cardeal-sacerdote de Santa Maria sobre Minerva, com Ottavio Boni, arcebispo titular de Nazianzo, e Benedetto Sinibaldi, arcebispo titular de Ephesus, servindo como co-consagradores. Serviu como bispo de Pescia até à sua morte a 2 de fevereiro de 1833.